# Klein Windkeim
Klein Windkeim war ein Ort im Kreis Heiligenbeil in Ostpreußen. Seine Ortsstelle befindet sich heute im Munizipalkreis Rajon Bagrationowsk (Stadtkreis Preußisch Eylau) in der Oblast Kaliningrad (Gebiet Königsberg (Preußen)) in Russland.

## Geographische Lage
Die Ortsstelle Klein Windkeims liegt im südlichen Westen der Oblast Kaliningrad, 15 Kilometer nordöstlich der einstigen Kreisstadt Heiligenbeil (russisch Mamonowo) bzw. 37 Kilometer nordwestlich der heutigen Rajonshauptstadt Bagrationowsk (deutsch Preußisch Eylau).

## Geschichte
Der kleine um 1785 Windkeim genannte Gutsort hieß nach 1785 Klein Windkeim und wurde 1874 in den neu errichteten Amtsbezirk Pohren (russisch Rasdolnoje) im ostpreußischen Kreis Heiligenbeil eingegliedert. 1910 zählte Klein Windkeim 59 Einwohner.
Am 30. September 1928 gab der Gutsbezirk Klein Windkeim seine Eigenständigkeit auf und schlosse sich mit den Nachbarorten (Groß) Windkeim und (Adlig) Pohren (russisch Rasdolnoje) zur neuen Landgemeinde Windkeim zusammen.
In Kriegsfolge fiel Klein Windkeim 1945 mit dem gesamten nördlichen Ostpreußen an die Sowjetunion, als sich aber schon bald die Spur des Ortes verlor: weder ist eine russische Namensgebung noch die Zugehörigkeit zu einem Dorfsowjet nach 1945 bekannt. So wie (Groß) Windkeim ist wohl auch Klein Windkeim nicht wieder besiedelt worden, der Ort verwaiste und gilt heute als untergegangen. Seine Ortsstelle liegt heute im Rajon Bagrationowsk (Stadtkreis Preußisch Eylau) in der russischen Oblast Kaliningrad (Gebiet Königsberg (Preußen)).

## Religion
Bis 1945 war Klein Windkeim in die evangelische Kirche Bladiau (russisch Pjatidoroschnoje) in der Kirchenprovinz Ostpreußen der Kirche der Altpreußischen Union, außerdem in die römisch-katholische Pfarrei Heiligenbeil (russisch Mamonowo) im Bistum Ermland eingegliedert. 

## Verkehr
Die Ortsstelle Klein Windkeims liegt südöstlich der Regionalstraße 27A-020 (ex A 194, frühere deutsche Reichsstraße 1) unweit der ebenfalls nicht mehr vorhandenen Ortsstelle von (Groß) Windkeim.